# Quetzalcoatl
Quetzalcoatl er den vigtigste gud hos aztekerne i Mexico. Fremstilles ofte som en fjerklædt slange.
Quetzalcoatl er gud for visdom, intelligens og orden, men også for død og genopstandelse, og han er præsternes beskytter. Sammen med Tezcatlipoca, som er hans direkte modsætning, skabte han menneskene.  
Quetzalcoatl udtales [ket-sal-ko-atl]. Det er et ord i nahuatl, som var og er aztekernes sprog. Navnet består af to halvdele: quetzal = fugleslægten Quetzal (Pharomachrus) + coatl = slange. Den ordrette oversættelse skal altså være "Quetzal-slange", men almindeligvis bruger man i stedet udtrykket "den fjerklædte slange".
Der findes mange andre navne og betegnelser, der er knyttet til Quetzalcoatl. Derfor findes guden sommetider omtalt under sit egentlige navn og til andre tider under andre navne, som for eksempel Topiltzin = "Vor herre".